# Кораблекрушение

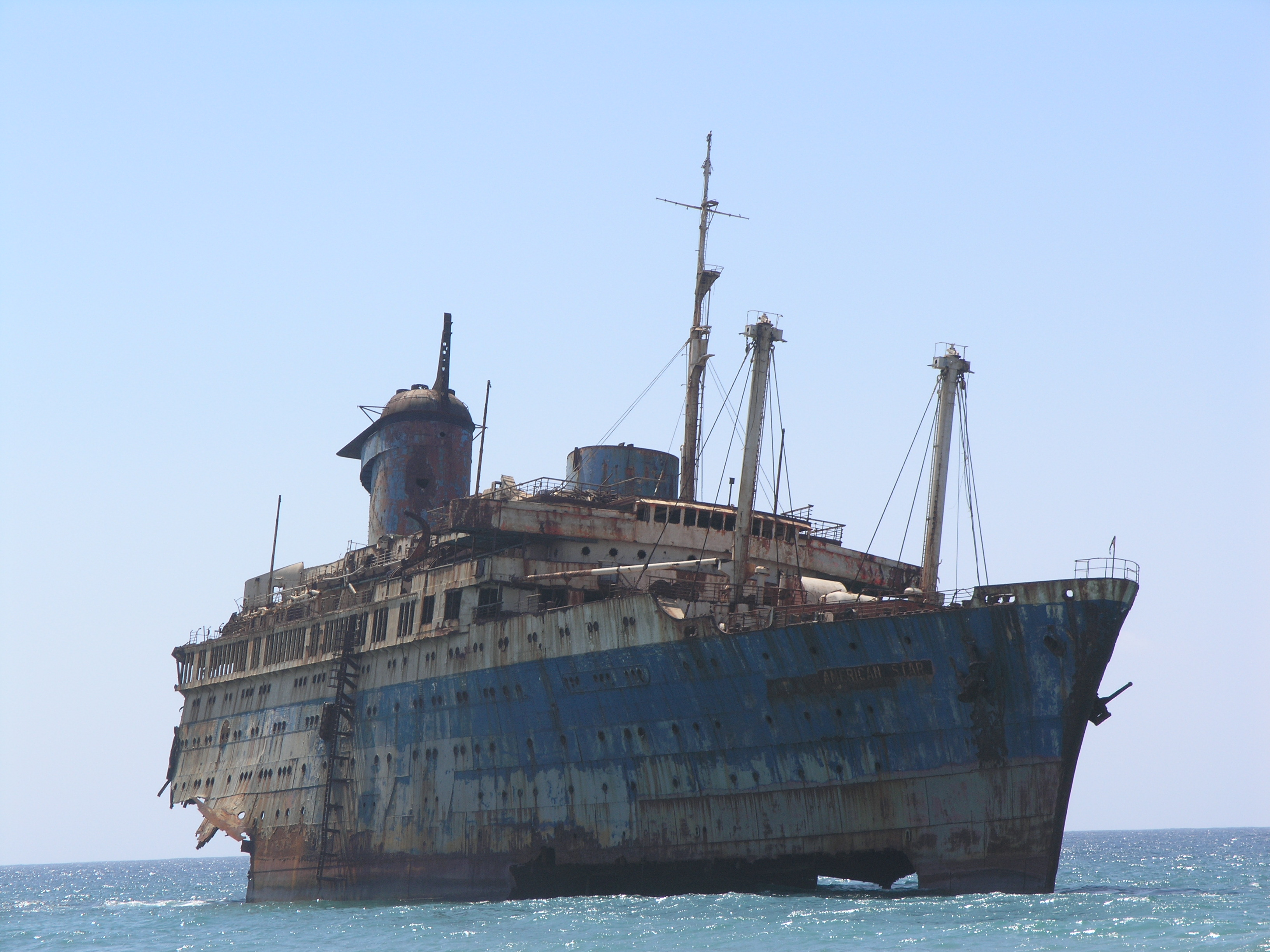
Судно SS America, потерпевшее кораблекрушение

Кораблекрушение — катастрофа, произошедшая с судном, обычно приводящая к его сильному разрушению или гибели. Под кораблекрушением понимают полное или частичное затопление судна, повреждение значимых частей судна или нарушение плавучести, которые произошли в результате воздействия внешних и внутренних факторов или объектов.
В результате кораблекрушения судно не может использоваться по назначению без существенных ремонтных работ.
ООН приводит статистику о более чем трех миллионах кораблекрушений, произошедших в течение истории развития нашей цивилизации.
На дне Великих озёр (Северная Америка) насчитывается 10 тысяч затонувших кораблей.

## Причины кораблекрушений
- Нарушение ППСС

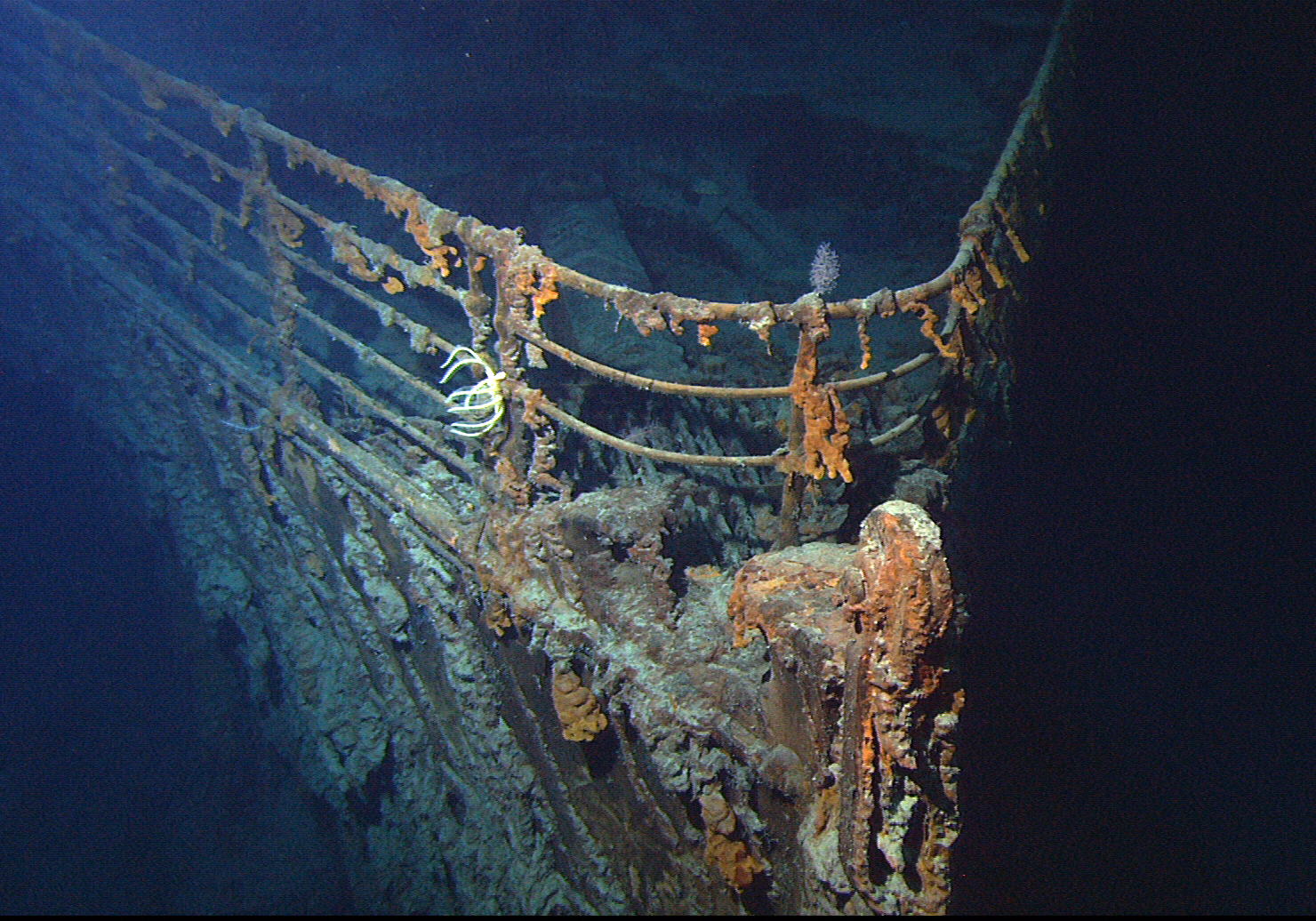
Нос лайнера «Титаник» на дне.

- Столкновение с другим судном или объектом
- Стихийное бедствие и плохие погодные условия
- Конструкционные ошибки
- Выход из строя оборудования
- Плохая остойчивость судна
- Возгорание на судне
- Навигационные ошибки
- Разрушение корпуса давлением льда (в высоких широтах)
- Одиночные "Волны-убийцы"
- Человеческий фактор, пренебрежение правилами «хорошей морской практики»
- Военные действия

## Крупные кораблекрушения
- Титаник
- Ямато
- Британник
- Кап Аркона
- Донья Пас
- Эстония
- Коста Конкордия
- Sea Diamond
- Лузитания
- Пруссия
- Вильгельм Густлофф

## Правовой статус затонувших судов
Лишь небольшая часть Мирового океана (территориальное море и внутренние воды) попадает под действие исключительно национальной юрисдикции, где права на затонувшее имущество определяются законом прибрежного государства. При этом законы страны, в чьих территориальных водах было найдено затонувшее судно, могут превалировать над право собственности первоначального собственника судна. Государства не могут запрещать гражданам других государств заниматься какой-либо деятельностью на объектах, расположенных в открытом море, независимо от того, насколько ценным в культурном отношении является данный объект. Государства могут запрещать спускаться под воду к остаткам кораблекрушения, расположенным в открытом море, лишь своим гражданам.
В 2015 году комиссия Института международного права приняла резолюцию о правовом режиме затонувших военных кораблей и других государственных судов вне национальной юрисдикции. Она предусматривает следующие принципы:
- Груз на борту затонувших государственных судов не подпадает под юрисдикцию любого государства, кроме государства флага;
- Груз, принадлежащий государству флага, остается собственностью этого государства;
- Груз, принадлежащий другим государствам, остается собственностью этих государств;
- Затопление судна не влияет на имущественные права в отношении груза на борту. Груз не может быть потревожен или удален без согласия государства флага.

Российские власти исходили из данных принципов в связи с намерениями Южной Кореи поднять крейсер «Дмитрий Донской», затопленный его командой в 1905 году. Исходя из аналогичного принципа суверенного иммунитета суд в штате Флорида в 2009 году принял решение, что компания Odyssey Marine Exploration должна передать Испании найденные ею на борту затонувшего в 1804 году испанского корабля Nuestra Senora de las Mercedes полмиллиона золотых и серебряных монет.
Затонувшее имущество может представлять собой не только объект вещного права, но и исторически значимый объект. С целью обеспечения охраны подводного культурного наследия, в 2001 году была принята Конвенция ЮНЕСКО «Об охране подводного культурного наследия» которая вступила в силу 2 января 2009 года. Она относится лишь к объектам, затонувшим свыше 100 лет назад и запрещает коммерческую эксплуатацию таких объектов подводного культурного наследия.

## Кораблекрушение в искусстве

В живописи
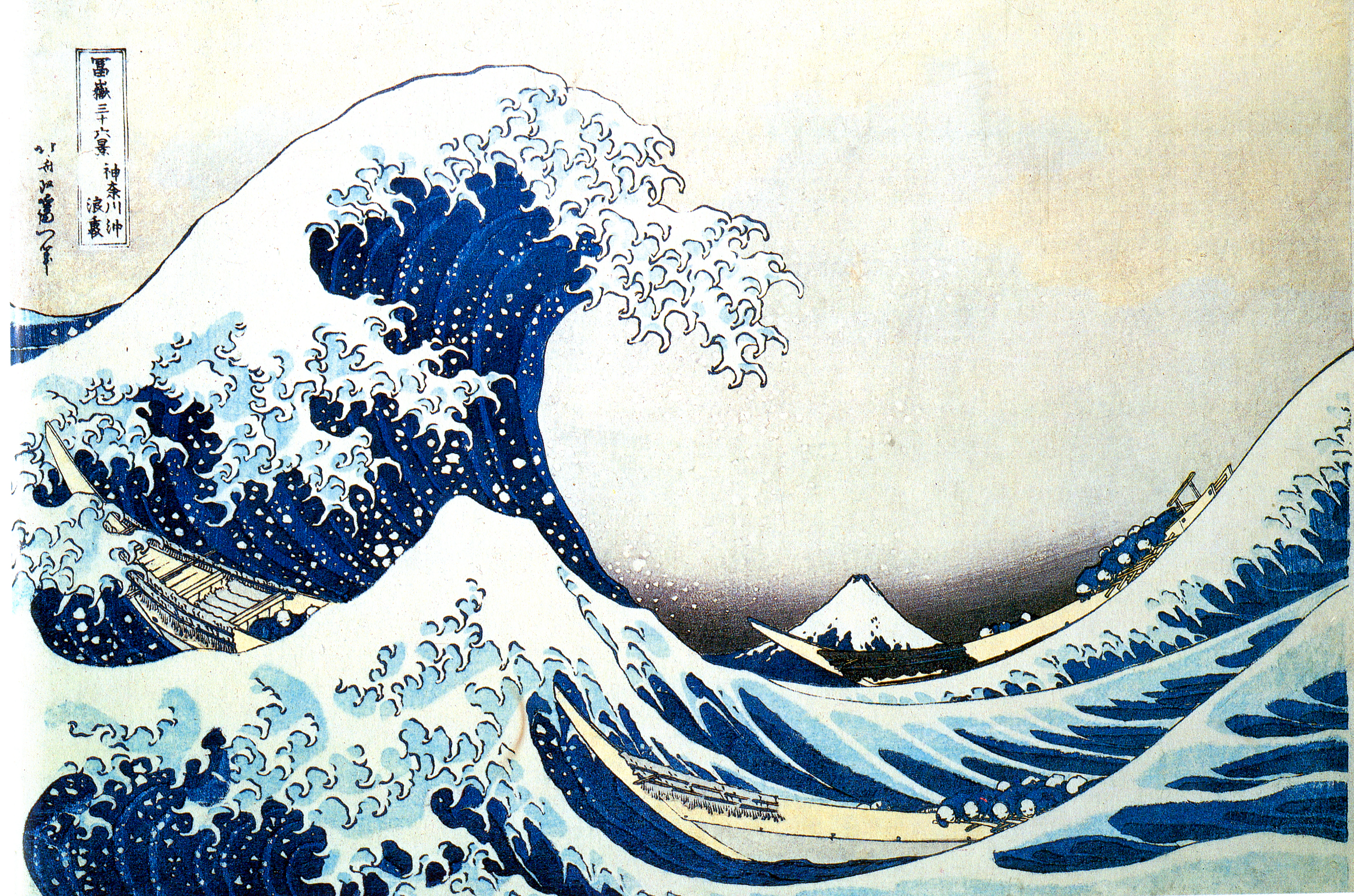
Волна-убийца
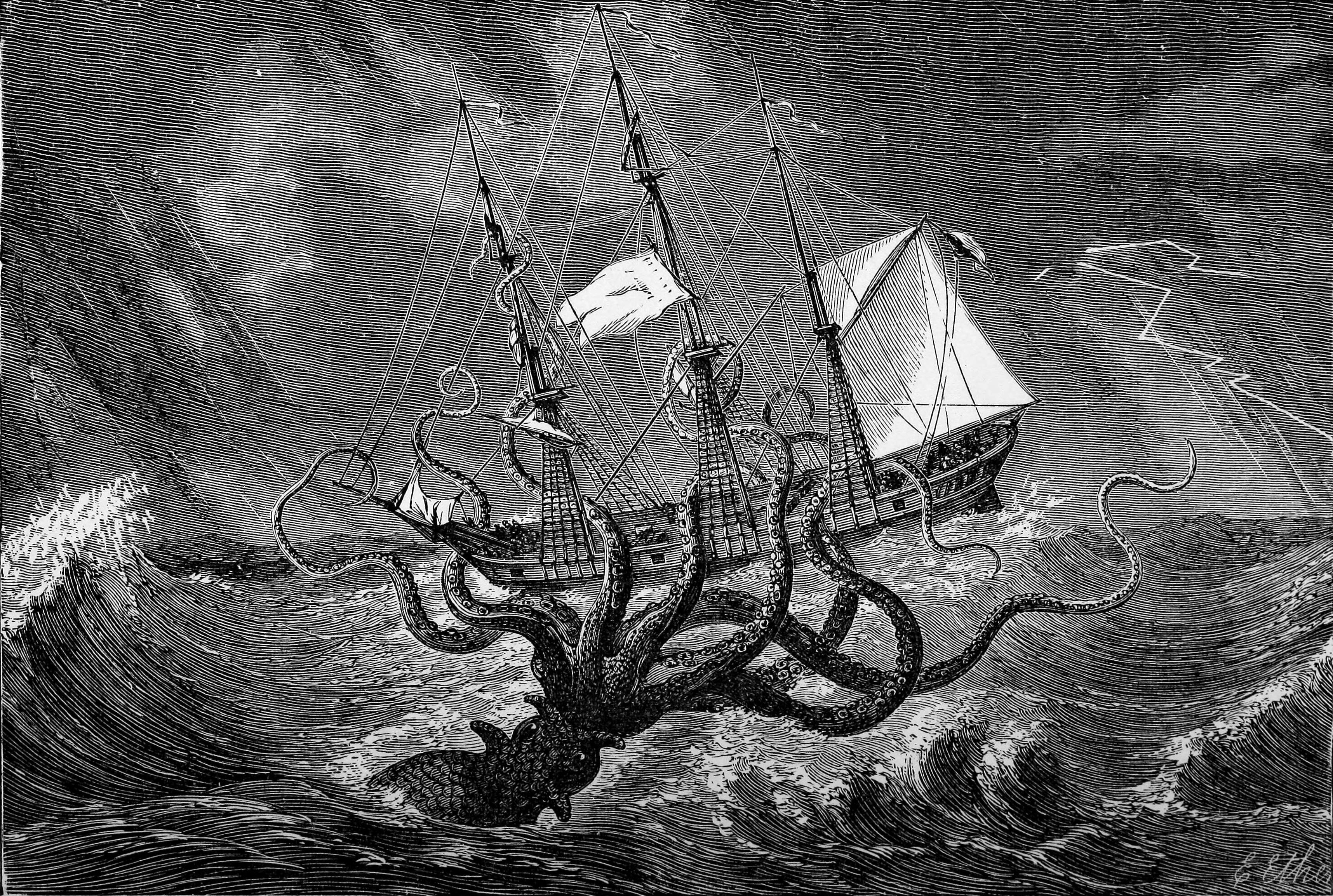
Кракен топит корабль.
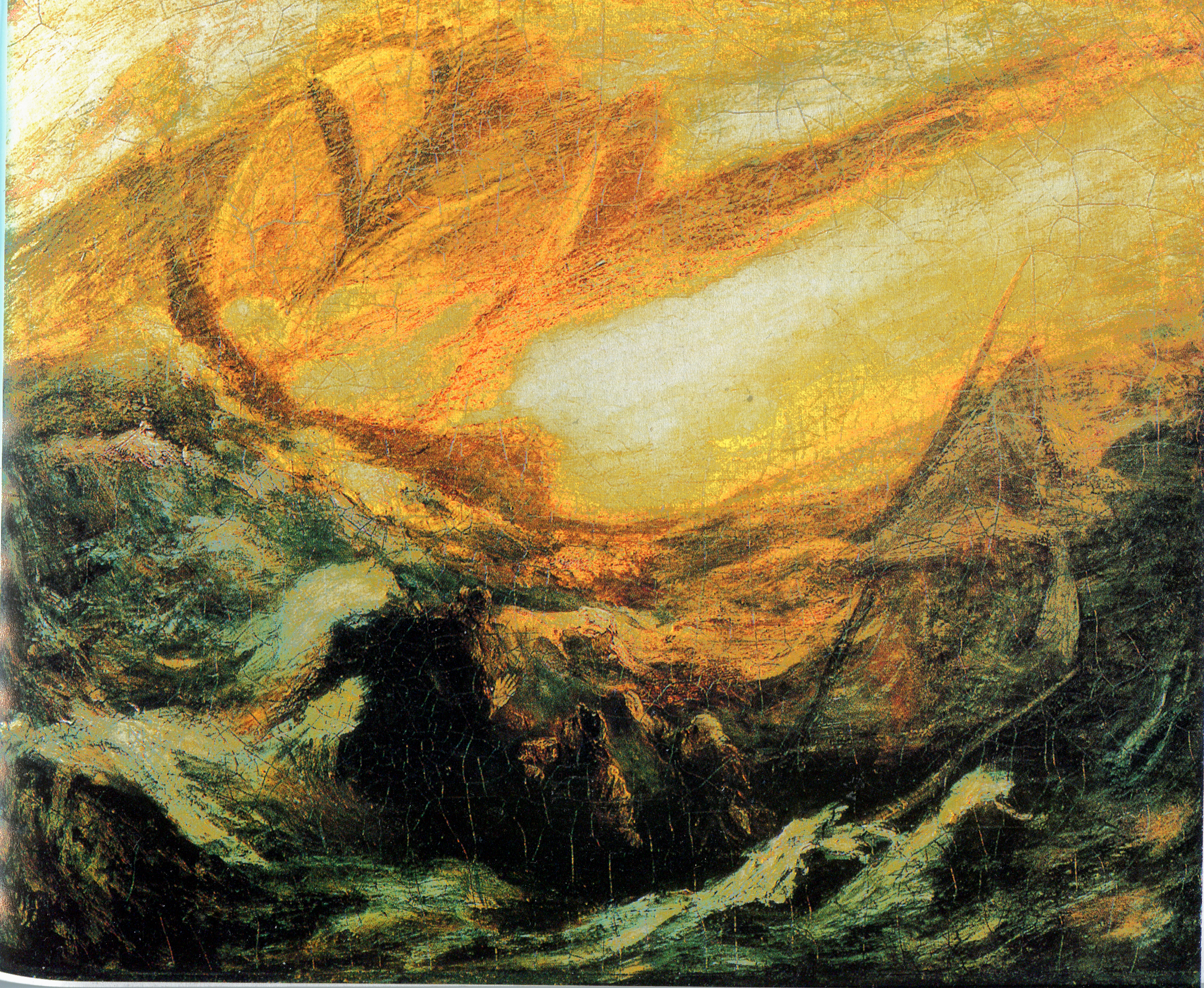
Летучий голландец.
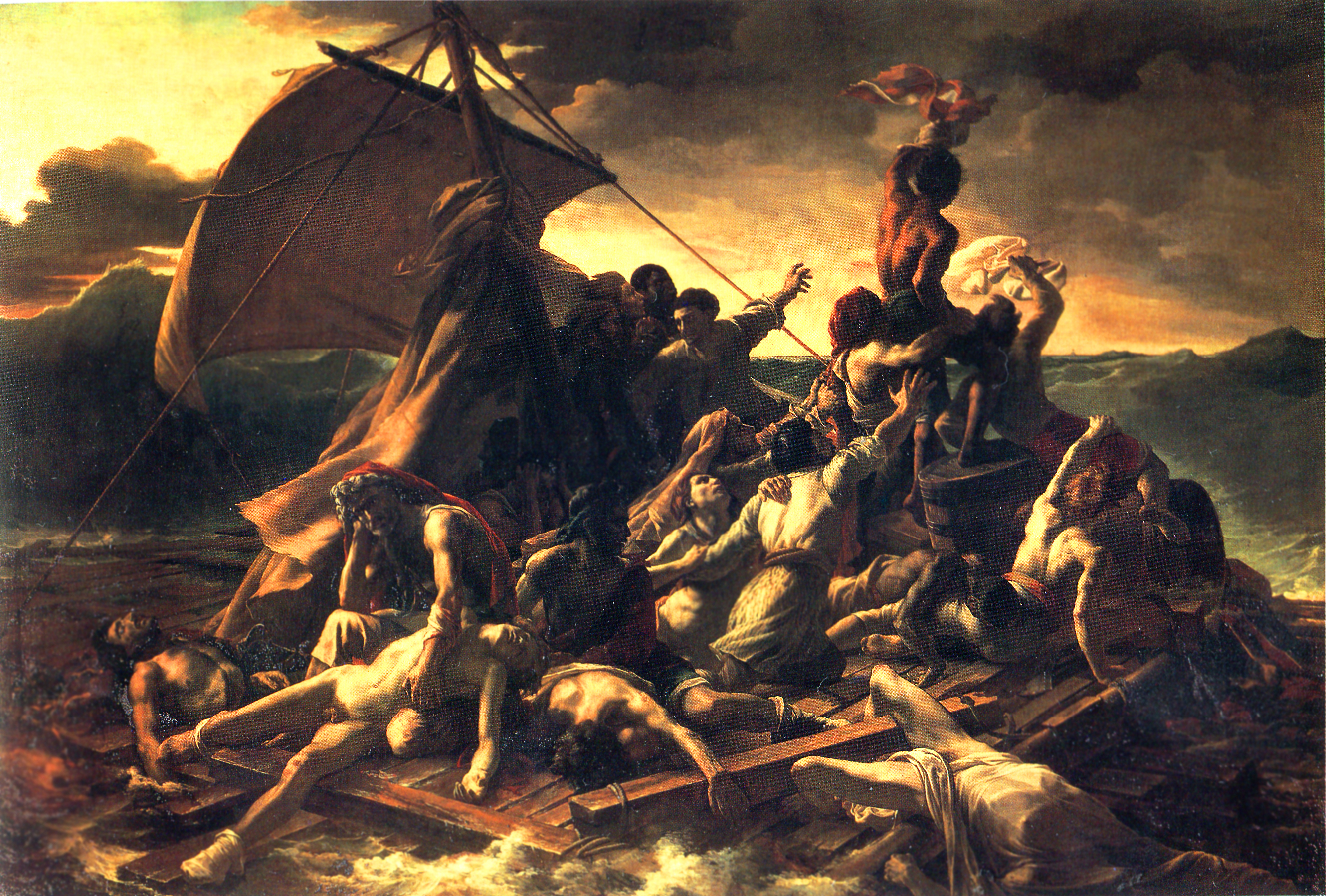
Плот «Медузы».
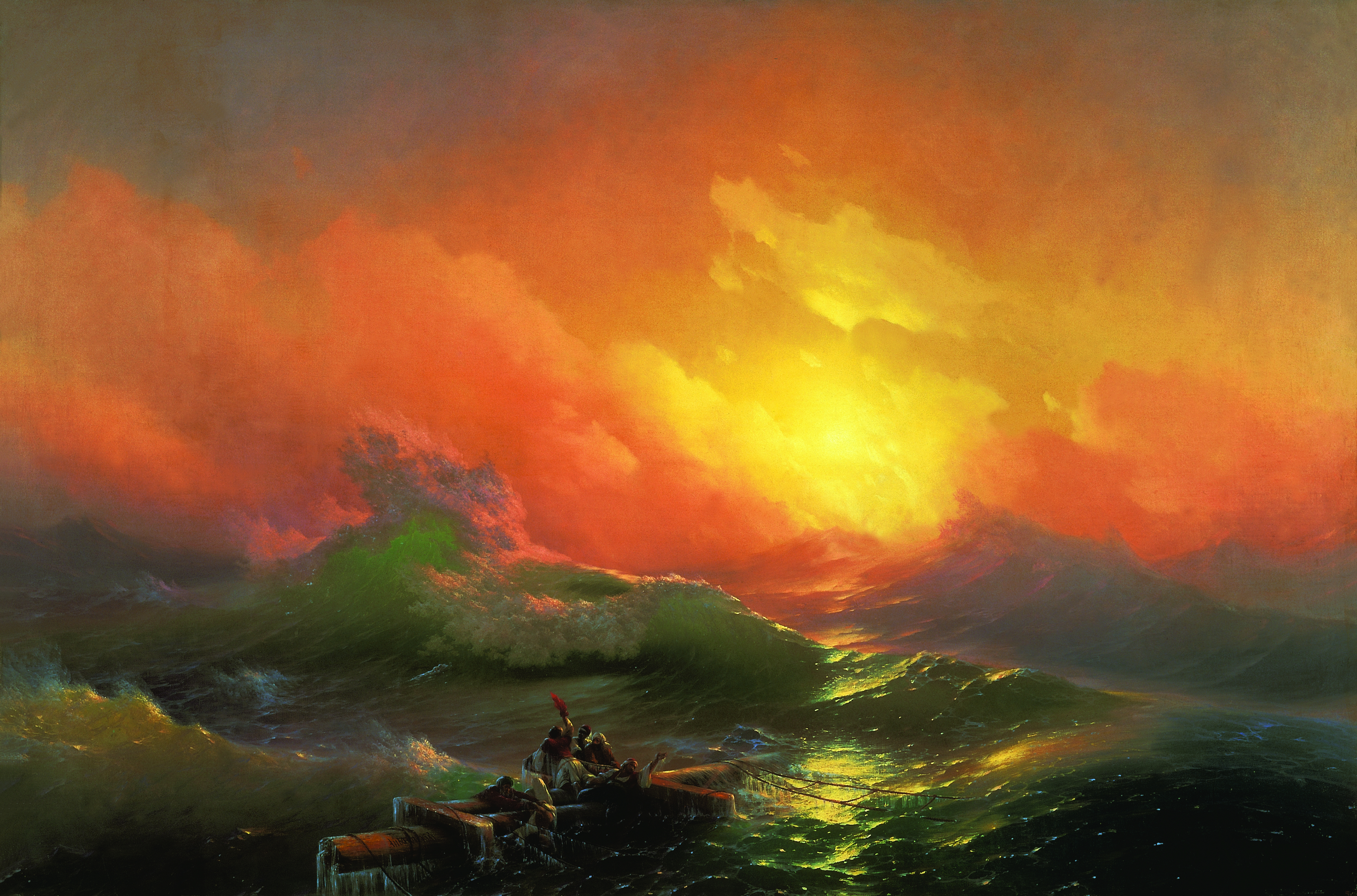
«Девятый вал», Айвазовский.
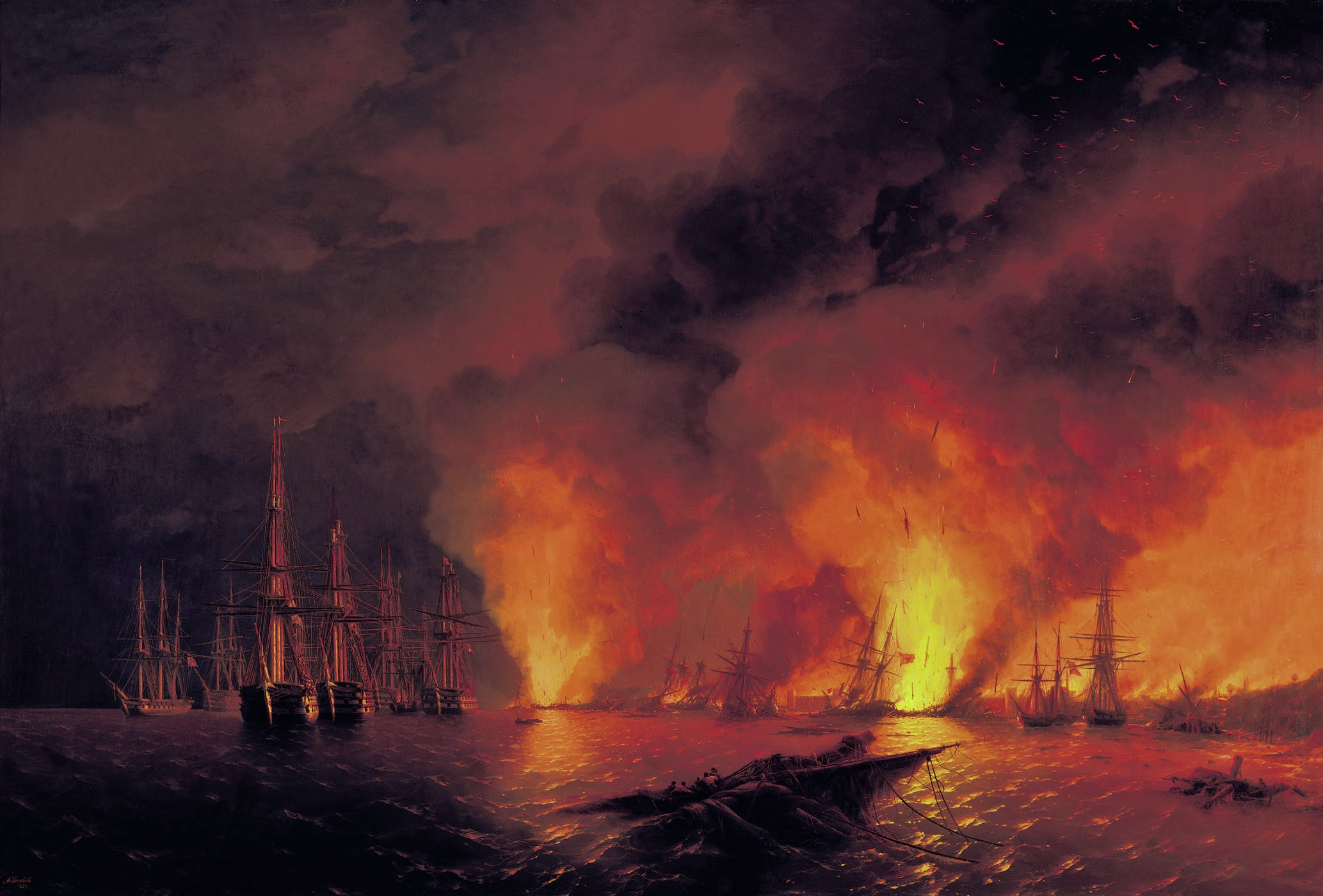
«Бой у Синопа», Айвазовский
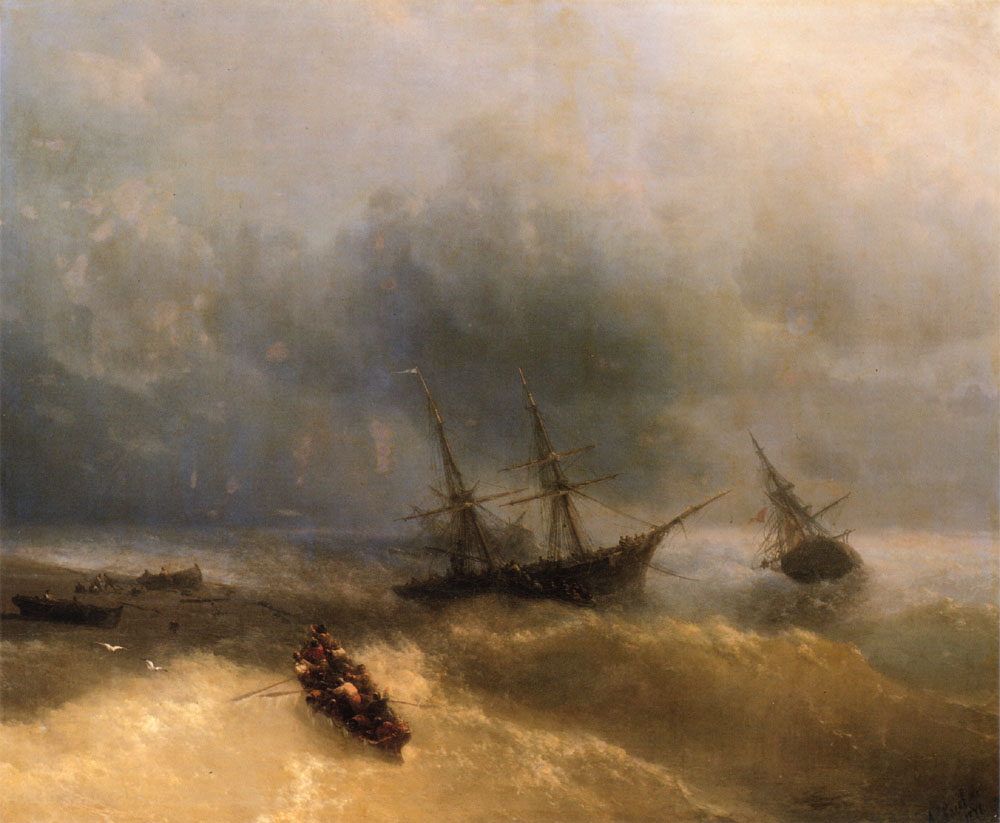
«Кораблекрушение», Айвазовский
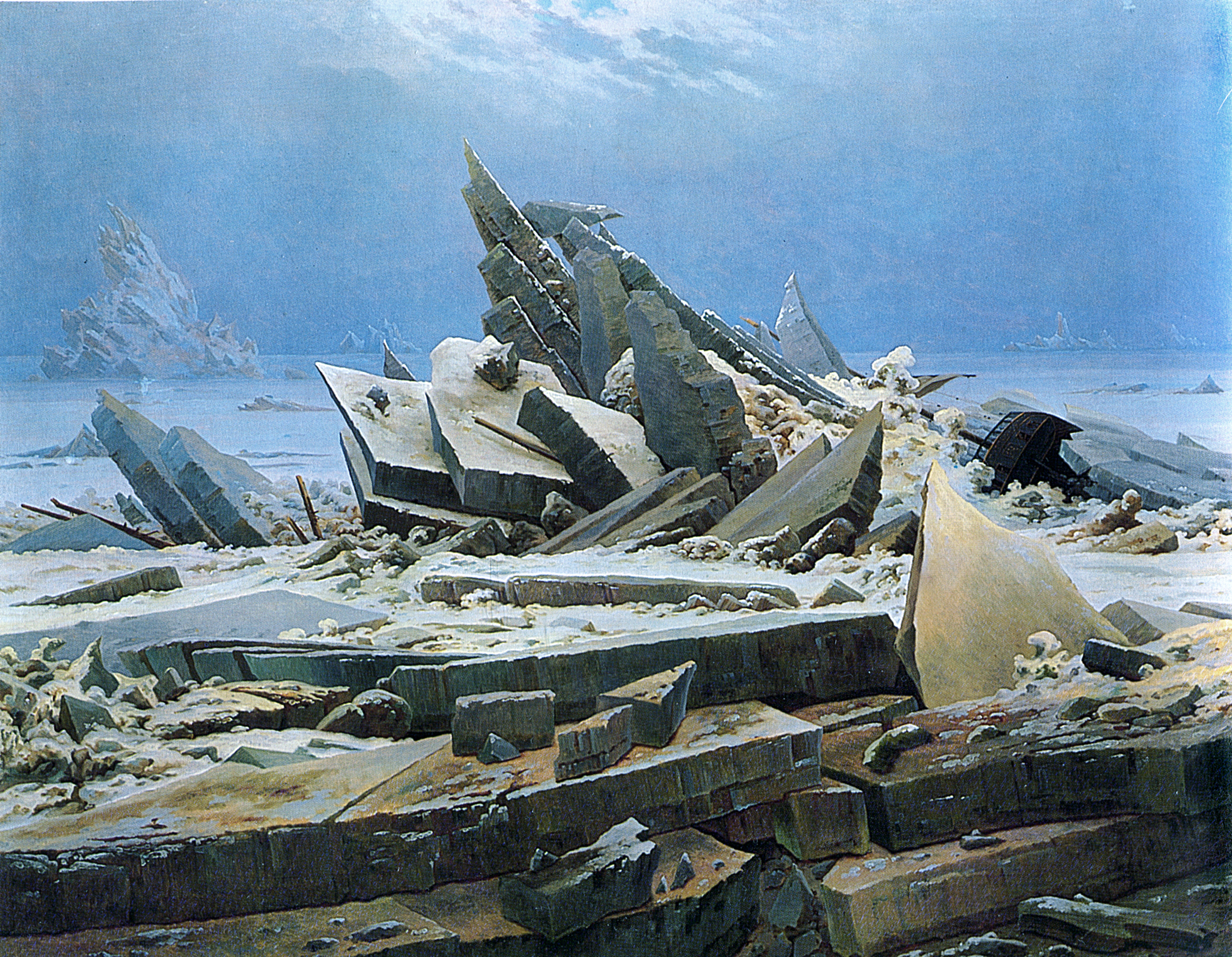
Гибель судна в Ледовитом океане.
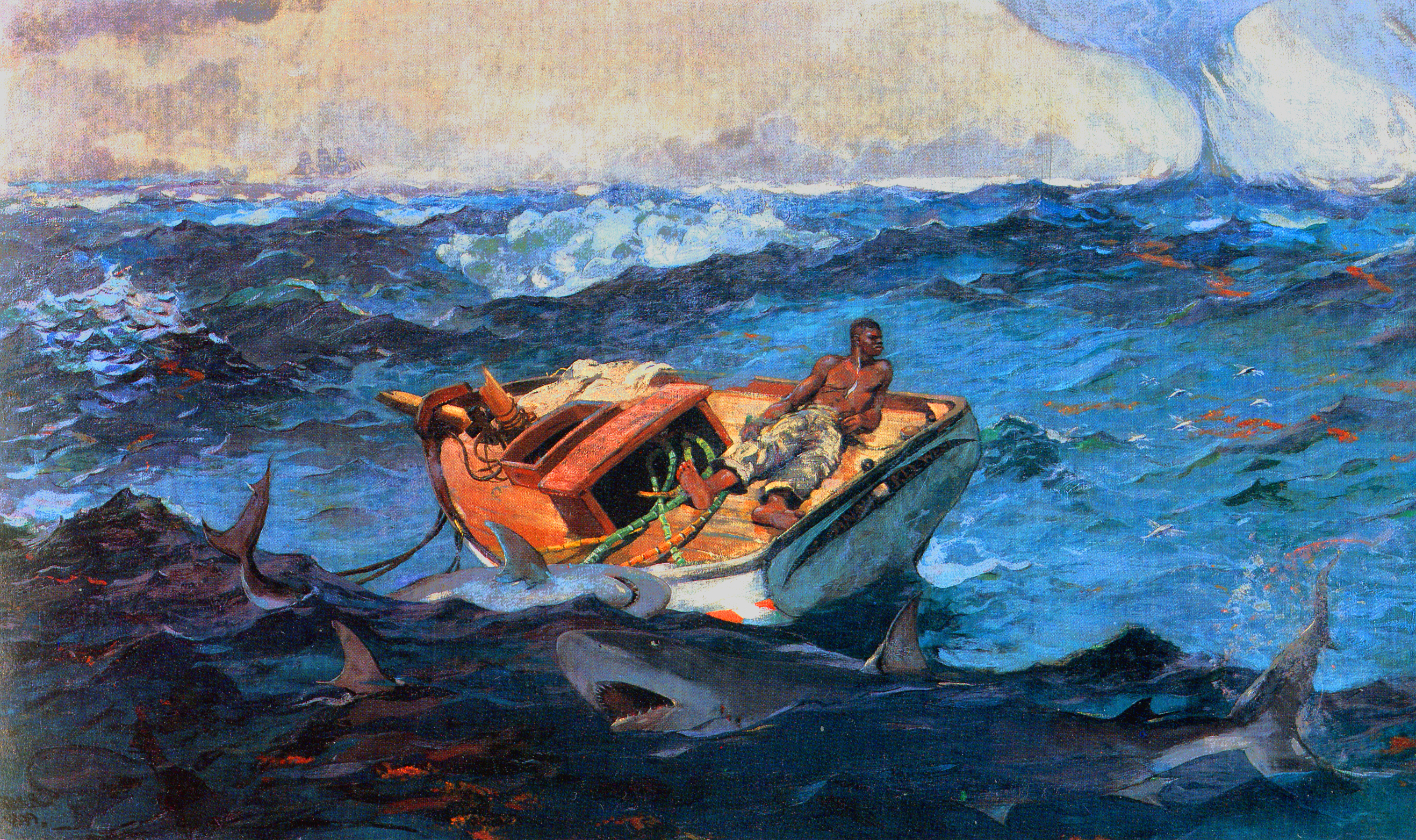
Гольфстрим

В скульптуре
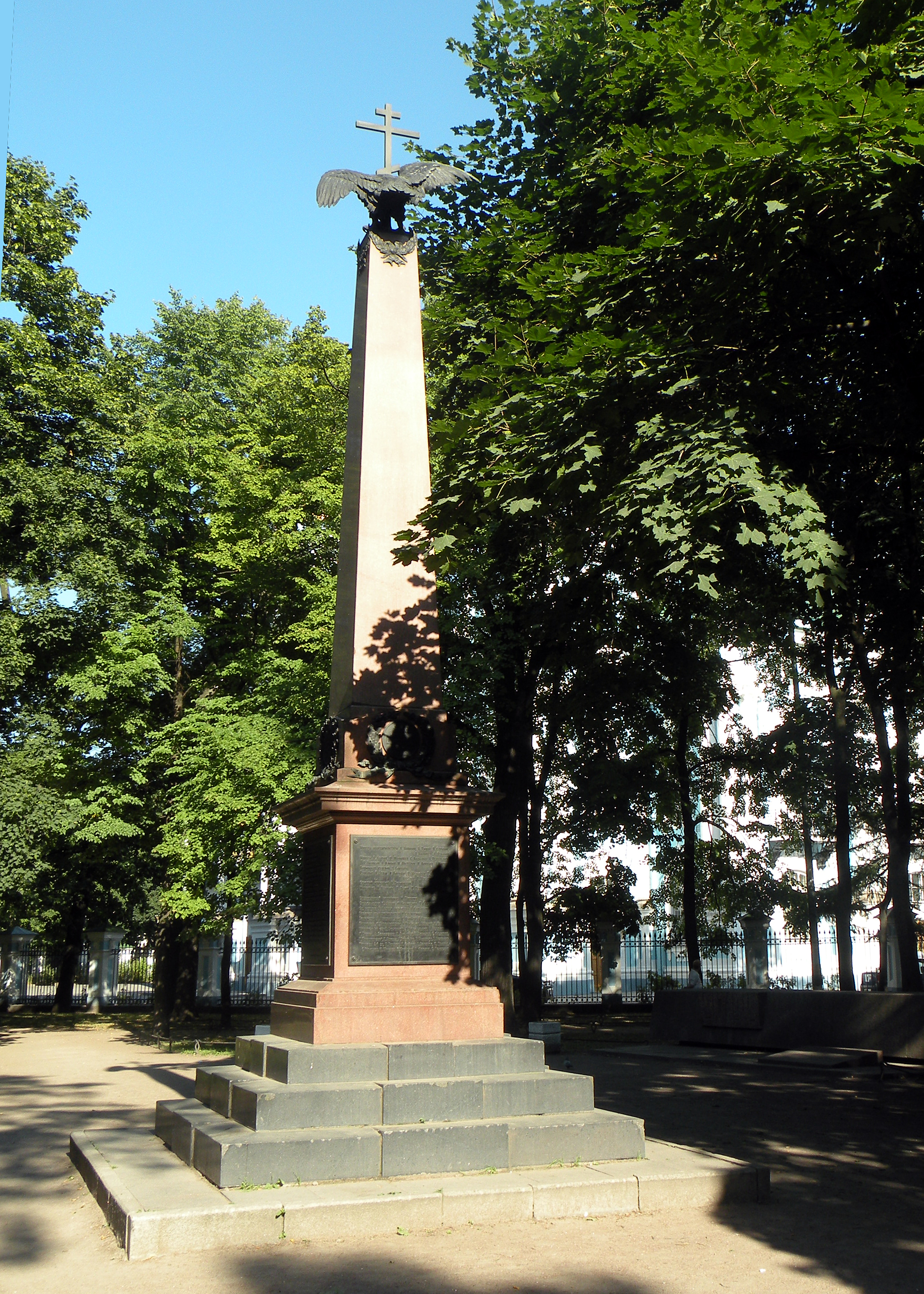
Памятник экипажу гвардейского броненосца «Император Александр III»
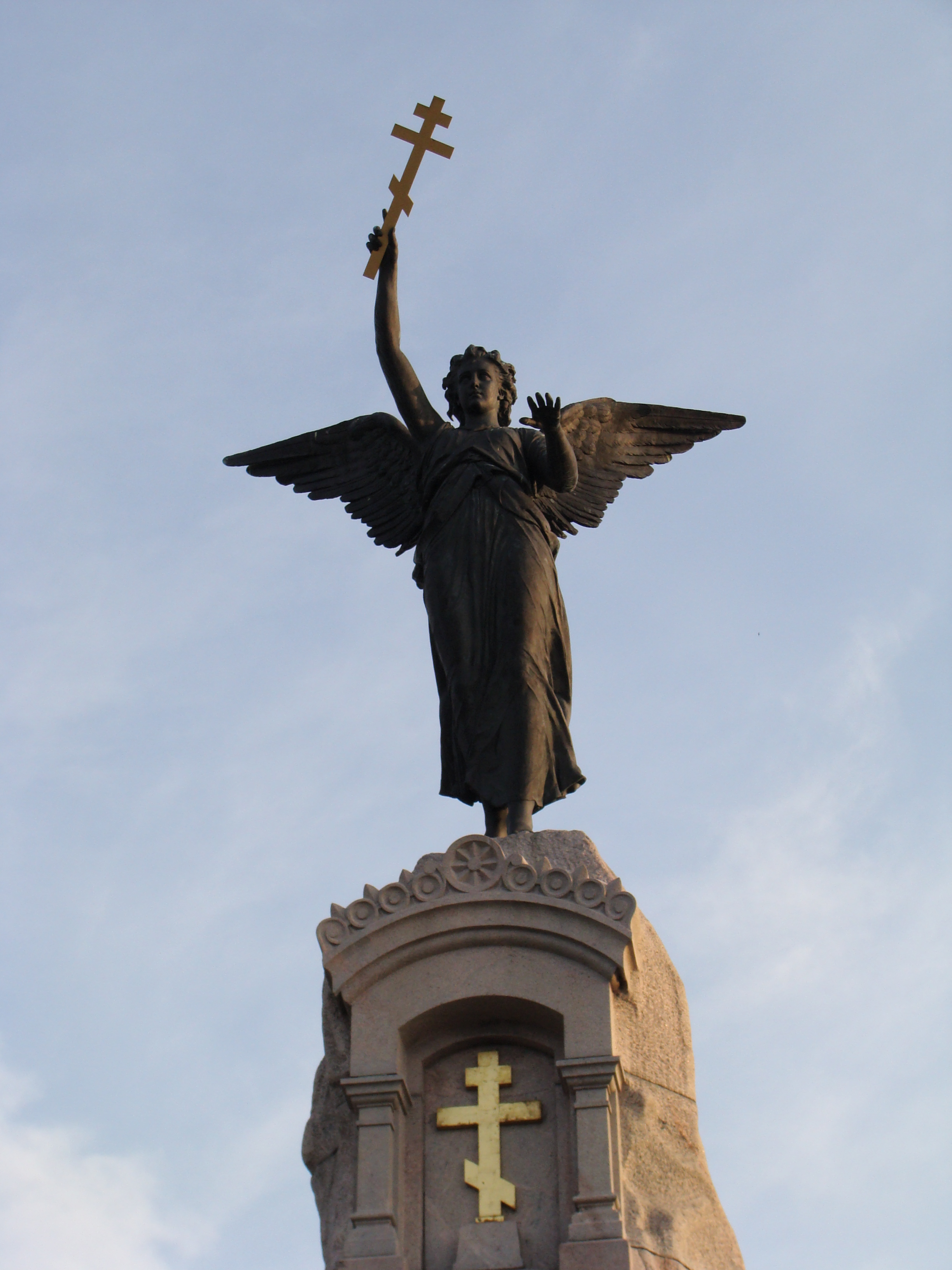
Деталь памятника экипажу погибшему в шторм при переходе Ревель-Гельсингфорс броненосца «Русалка». Таллин
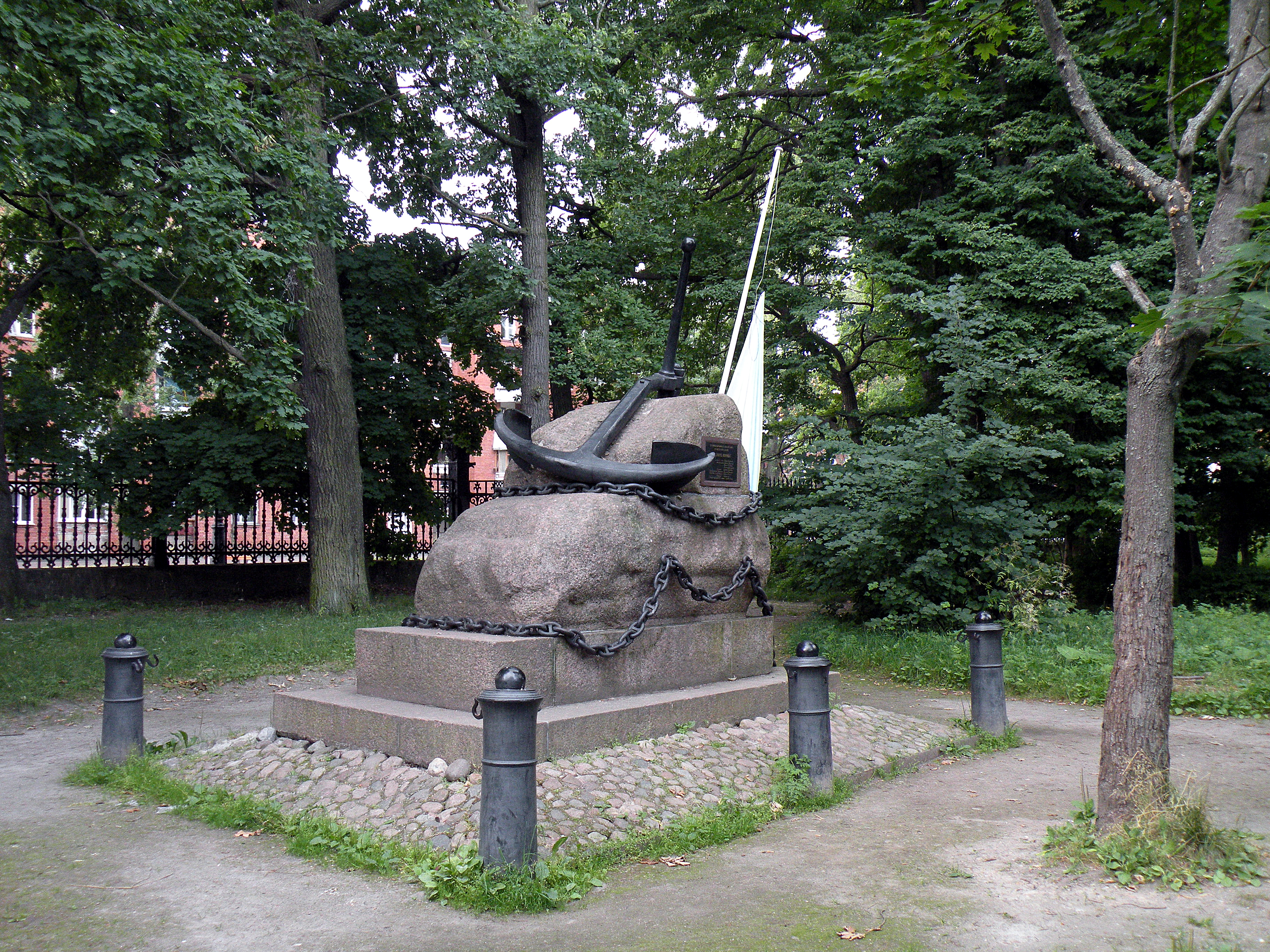
Памятник экипажу клипера "Опричник"

## Основные публикации
- Скрягин Л. Н. По следам морских катастроф. — М.: Транспорт, 1965. — 256 с. — 100 000 экз.
- Скрягин Л. Н. Тайны морских катастроф. — М.: Транспорт, 1978. — 432 с. — 50 000 экз.

- Скрягин Л. Н. Последний SOS «Вольтурно» / Рецензент М. В. Бурханов; Художник А. В. Кузнецов. — М.: Мысль, 1989. — 272 с. — 100 000 экз. — ISBN 5-244-00446-8.

- Скрягин Л. Н. Гибель «Титаника»: Крупнейшие катастрофы в истории мореплавания. — М.: Московский рабочий, 1991. — 224 с. — 50 000 экз. — ISBN 5-239-01326-8.

- Скрягин Л. Н. Считаются пропавшими без вести: Об исчезновении кораблей / Сост. И. Г. Харченко. — М.: Современник, 1996. — 288 с. — (Антология тайн, чудес и загадок). — 16 000 экз. — ISBN 5-270-01818-7.
- Скрягин Л. Н. 300 катастроф, которые потрясли мир. — М.: Современник, 1996. — 272 с. — (Антология тайн, чудес и загадок). — 16 000 экз. — ISBN 5-270-01933-7.